# Lomello
Lomello (Lumé in dialetto lomellino) è un comune italiano di 2 014 abitanti della provincia di Pavia in Lombardia. Si trova nella Lomellina centrale, alla destra dell'Agogna. È ricordata per aver dato i natali all'ammiraglio Giovan Battista Magnaghi  e all'imprenditore Napoleone Leumann.

## Storia

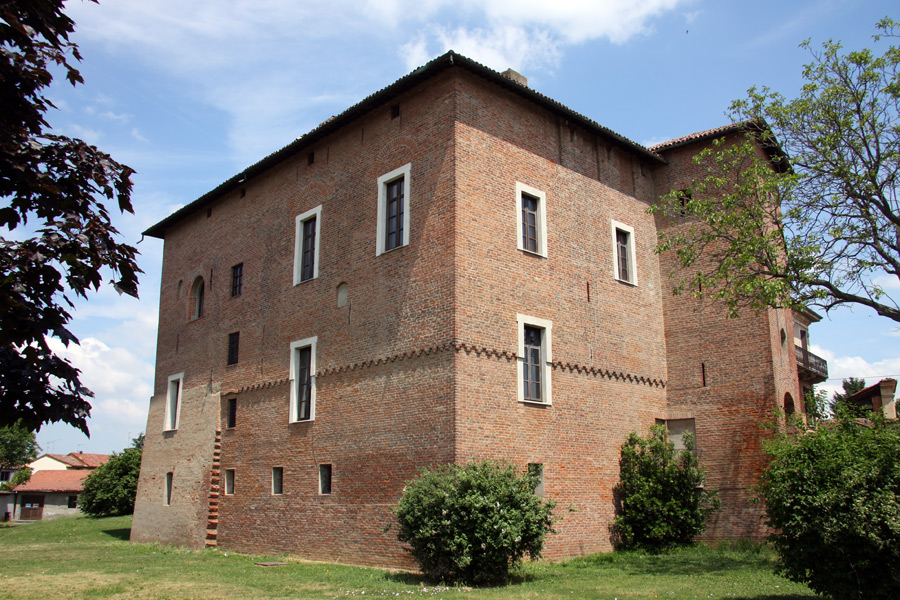
Il castello

L'antica Laumellum fu un importante centro romano, forse preceduto da un insediamento preromano. I vecchi eruditi, basandosi su una supposta etimologia (Laumellum da Laevum mellum), lo attribuivano ai Levi, fondatori di Pavia insieme ai Marici. Alla fondazione potrebbero aver contribuito anche i Libìci, insediati nel Vercellese. Si tratta comunque di popolazioni Liguri piuttosto che celtiche. In epoca romana Laumellum fu noto soprattutto perché vi transitava la strada che da Piacenza, per Pavia, portava a Torino e ai passi alpini nelle Alpi Cozie. Il luogo è nominato in parecchi itineraria, che indicano la distanza di 22 miglia da Pavia; l'Itinerarium Burdigalense precisa che si tratta di una mansio, cioè di un luogo di sosta, non di una semplice mutatio (cambio di cavalli). In questo punto l'importante arteria superava il fiume Agogna. Lomello è anche citato da Ammiano Marcellino (XV.8.18), sempre a motivo dell'importante strada che vi passava: il futuro imperatore Giuliano viene accompagnato dall'augusto Costanzo II fino a un locum duabus columnis insignem, qui Laumellum interiacet et Ticinum (un luogo celebre per due colonne, che si trova tra Lomello e Pavia), e da qui, seguendo la nota strada, Giuliano prosegue per Torino.
In epoca longobarda il luogo diviene ancora più importante, trovandosi sulla strada che da Pavia, ora capitale del Regno, porta verso la Francia. Qui avvenne nel novembre del 590 il matrimonio tra la regina Teodolinda ed il duca di Torino Agilulfo. Nella successiva epoca franca, nell'847, Lomello divenne sede di Comitato (contea). I suoi conti, nel 1001, divennero conti palatini e poi anche conti di Pavia. La città ben presto si ribellò alla loro autorità, costringendo i conti palatini ad asserragliarsi nei loro domini ereditari, difesi da potenti castelli: il loro staterello assunse allora una ben precisa identità, prendendo nome di Lomellina. Pavia, diventata ormai un potente Comune, negli anni 1140-1146 sferrò l'attacco finale contro i conti palatini, espugnando Lomello e costringendoli a stabilirsi in città. L'imperatore Federico I, se da un lato confermò a Pavia la supremazia sulla zona, dall'altro assicurò ai conti palatini la signoria su una serie di località, che appartennero poi ai vari rami in cui si divise nei secoli seguenti l'antica casata. Tra questi però non c'era Lomello, che rimase sotto il diretto dominio pavese, e poi dei Visconti; sotto di loro Lomello fu sede di podesteria.
Nel 1450 Francesco Sforza concede Lomello e Dorno in feudo ad Antonio Crivelli di Milano. Ai marchesi Crivelli il feudo resterà fino all'abolizione del feudalesimo (1797). Nel 1707 Lomello, con tutta la Lomellina, viene annesso ai domini dei Savoia. Nel corso del XVIII secolo al comune di Lomello è annesso il territorio di Cascina Grua, che costituiva in precedenza un comune autonomo nel feudo di Lomello.

### Simboli
Lo stemma è stato riconosciuto con decreto del capo del governo del 5 novembre 1942.
(Art. 4 dello Statuto comunale)
Il gonfalone è un drappo di rosso.

## Monumenti e luoghi d'interesse

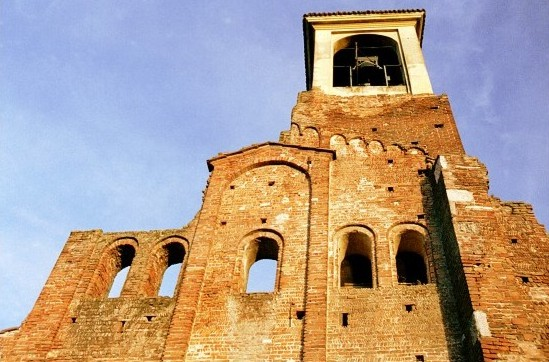
I resti della Basilica di Santa Maria Maggiore

Il centro conserva resti delle antiche mura ed insigni monumenti medievali, quali il complesso religioso formato dalla Basilica di Santa Maria Maggiore, notevole costruzione del primo periodo romanico lombardo (XI secolo) e dal Battistero di San Giovanni ad Fontes (VIII secolo), un antichissimo edificio longobardo a forma ottagonale, con i resti dell'originale fonte battesimale. Nella tradizione popolare lomellina, la basilica viene chiamata la "chiesa del diavolo": la leggenda racconta che la costruzione fu distrutta dal Maligno e da lui stesso riedificata in una sola notte di lavoro febbrile, ma, a causa del sorgere del sole, fu lasciata incompleta. Ecco perché oggi si vedrebbe la facciata parzialmente crollata e le prime due campate senza il tetto.
Pregevoli anche la chiesa romanica di San Michele (XII secolo), con un tiburio ottagonale, ed il castello (XV secolo), che conserva affreschi cinquecenteschi di pregevole fattura e due mosaici romani ritrovati, con numerosi altri reperti archeologici, nel sottosuolo del paese.

## Società

### Evoluzione demografica
Abitanti censiti

## Cultura

### Cucina

#### Sagra dal Strachìn
Tra la fine di Agosto e l'inizio di Settembre si avrà la possibilità di degustare il Gorgonzola, strachìn in dialetto,
uno dei formaggi lombardi più conosciuti.

### Eventi

#### Rievocazione storica della nozze di Teodolinda con Agilulfo
Festa medievale con banchetto e mercatino, terza domenica di Giugno.

## Infrastrutture e trasporti
La stazione di Lomello, posta lungo la ferrovia Pavia-Alessandria, è servita da treni regionali svolti da Trenord nell'ambito del contratto di servizio stipulato con la Regione Lombardia.
Nelle sue immediate adiacenze sorgeva, fra il 1884 e il 1933, un analogo impianto a servizio della tranvia Mortara-Ottobiano-Pieve del Cairo.

## Sport
Una realtà calcistica a Lomello è la società A.C.D. Lomello 1919, che attualmente nel settore giovanile ha solo una squadra juniores. La prima squadra milita nel campionato regionale di promozione.
Nuova realtà calcistica di Lomello è ASD ATLETICO LOMELLO società nata nel 2015 che vanta un settore giovanile completo dai primi calci alla juniores.
Altra notevole realtà è la Società ciclistica Lomello fondata nel 1975. Vanta notevoli successi ottenuti dai suoi giovani ciclisti, sia a livello provinciale che regionale, ottenuti negli anni passati continuano tuttora. Alcuni atleti che hanno militato nelle sue file sono arrivati al professionismo.